# 赤松政秀
赤松 政秀（あかまつ まさひで）は、戦国時代後期の武将。播磨国龍野城主。祖父と同様、宇野下野守とも称される。

## 生涯
播磨龍野城主・赤松村秀の子として誕生した。
天文10年（1541年）、父・村秀が死去し、跡を継ぐ。政秀は智勇に優れた人物で、赤松晴政の嫡男・義祐を擁する浦上政宗に置塩城を追われた晴政を保護し、永禄9年（1566年）に政宗を討つなど、赤松氏の再興に尽力した。
主家である赤松義祐との関係は決して良好ではなく、庇護していた晴政が病死すると義祐と一時的に和睦したが、やがて対立して独立勢力化し、室町幕府15代将軍・足利義昭および織田信長との同盟を画策し、義祐と対立した。
また、浦上氏の同盟者であった小寺氏とはその後も激しく対立し、東播磨の実力者である別所安治と手を結んで、小寺政職やその家臣・黒田職隆と戦い、西から侵攻してきた政宗の弟の浦上宗景（ただし政宗とは別家）とも戦った。
しかし、小寺氏の家臣・黒田孝高の奇襲により大敗し、多くの有力家臣が戦死した（青山・土器山の戦い）。軍事的な抵抗力を失った政秀は浦上氏の前に降伏を余儀なくされ、永禄12年（1569年）11月に宗景に降伏、西播磨における覇権を失う。
元亀元年（1570年）11月12日、浦上宗景の手のかかった人間に毒殺されたという。

## 系譜
- 父：赤松村秀（1493年 - 1540年）
- 母：不詳
- 室：赤松晴政娘
  - 男子：斎村政広（1562年 - 1600年）
- 生母不明の子女
  - 男子：赤松広貞
  - 男子：赤松祐高（1559年 - 1615年）
  - 女子：さこの方 - 足利義昭側室、織田信長養女

## 関連作品
映像
- 軍師官兵衛（2014年、演：団時朗）